# Bonver Dakar Project
Bonver Dakar Project — профессиональная гоночная команда, участвующая в ралли на длинные дистанции в категория грузовиков и мотоциклов.
Команда была образована в 2012 году, её пилот Мартин Коломи (Martin Kolomy) в том же году занял 5 место на ралли Дакар.
В 2014 году в команду влились представители команды Астана казахстанские гонщики Артур Ардавичус и Алексей Никижев.

## Состав команды

### Экипаж № 515
Пилот: Томаш Вратны / Tomáš Vrátný (CZE)
Штурман: Ярослав Мишкольцы / Jaroslav Miškolci (SVK)
Механик: Milan Holáň (CZE)
Участвовали:
— Ралли Дакар (2012, 2013, 2014)
— Ралли Шелковый Путь (2011, 2012)
Зачет Грузовики
Производитель: Tatra
Модификация: T 815
Двигатель: Gyrtech

### Экипаж № 536
Пилот: Jaroslav Kazberuk (POL)
Штурман: Maciej Marton (POL)
Механик: Filip Škrobánek (CZE)
Участвовали:
Зачет Грузовики
Производитель: Tatra
Модификация: T 815
Двигатель: Gyrtech

### Экипаж № 542
Пилот: Артур Ардавичус (KAZ)
Штурман: Алексей Никижев (KAZ)
Механик: Radim Kaplánek (CZE)
Участвовали:
— Ралли Дакар (2014)
Зачет Грузовики
Производитель: Tatra
Модификация: Jamal
Двигатель: Gyrtech

### Экипаж № 68
Гонщик: Jan Veselý (CZE)
Участвовал:
— Ралли Дакар (2014)
Зачет Мотоциклы
Производитель: Yamaha
Модификация: 450 WRF
Двигатель: Yamaha